# Selkäsaaret (ö i Finland, Södra Savolax, S:t Michel, lat 61,97, long 27,12)
Selkäsaaret är en liten ögrupp i Finland. Den ligger i sjön Kyyvesi och i kommunerna Sankt Michel och Kangasniemi och landskapet Södra Savolax, i den södra delen av landet, 230 km nordost om huvudstaden Helsingfors. Öns area är 1,7 hektar och dess största längd är 250 meter i sydöst-nordvästlig riktning.  Den största av öarnas längd är 250 meter i sydöst-nordvästlig riktning. Gränsen mellan kommunerna kröker runt öarna, så att de nästan helt ligger i Sankt Michel, medan vattnet emellan hör till Kangasniemi. Den östligaste ön har ett gränsmärke, så att Kangasniemi här har sin östligaste punkt.